# 歐索基 (堪薩斯州)
歐索基（英語：Ozawkie）是一個位於美國堪薩斯州傑佛遜縣的城市。

## 地方資料
根據2020年美國人口普查的數據，歐索基的面積為0.77平方千米，當中陸地面積為0.77平方千米，而水域面積為0.00平方千米。當地共有人口638人，而人口密度為每平方千米828.57人。